# Dillon De Silva
Dillon De Silva (Londra, 18 aprile 2002) è un calciatore singalese con cittadinanza britannica, centrocampista del Sutton Utd.

## Carriera

### Club
De Silva ha iniziato a giocare nelle giovanili del Tottenham, dove ha giocato per tre anni. Prima di entrare a far parte del Tottenham, è stato in prova all'Arsenal. È entrato a far parte del settore giovanile del QPR nel 2017; nella stagione 2020-2021 viene in alcune occasioni anche portato in panchina in partite della prima squadra, impegnata nella seconda divisione inglese.

### Nazionale
Nato in Inghilterra, De Silva ha deciso di giocare per la nazionale singalese. Nel maggio 2021 è stato convocato per gli incontri di qualificazioni al campionato mondiale di calcio 2022 contro Libano e Corea del Sud. Ha fatto il suo esordio il 5 giugno 2021, entrando dalla panchina nella sconfitta per 3-2 contro il Libano.

## Statistiche

### Presenze e reti nei club
Statistiche aggiornate al 16 ottobre 2021.
| Stagione        | Squadra         | Campionato      | Campionato | Campionato | Coppe nazionali | Coppe nazionali | Coppe nazionali | Coppe continentali | Coppe continentali | Coppe continentali | Altre coppe | Altre coppe | Altre coppe | Totale | Totale |
| Stagione        | Squadra         | Comp            | Pres       | Reti       | Comp            | Pres            | Reti            | Comp               | Pres               | Reti               | Comp        | Pres        | Reti        | Pres   | Reti   |
| --------------- | --------------- | --------------- | ---------- | ---------- | --------------- | --------------- | --------------- | ------------------ | ------------------ | ------------------ | ----------- | ----------- | ----------- | ------ | ------ |
| 2020-2021       | QPR             | FLC             | 0          | 0          | FACup+CdL       | 0               | 0               | -                  | -                  | -                  | -           | -           | -           | 0      | 0      |
| 2021-2022       | QPR             | FLC             | 0          | 0          | FACup+CdL       | 0               | 0               | -                  | -                  | -                  | -           | -           | -           | 0      | 0      |
| Totale QPR      | Totale QPR      | Totale QPR      | 0          | 0          |                 | 0               | 0               |                    | -                  | -                  |             | -           | -           | 0      | 0      |
| Totale carriera | Totale carriera | Totale carriera | 0          | 0          |                 | 0               | 0               |                    | -                  | -                  |             | -           | -           | 0      | 0      |

### Cronologia presenze e reti in nazionale
| Cronologia completa delle presenze e delle reti in nazionale ― Sri Lanka | Cronologia completa delle presenze e delle reti in nazionale ― Sri Lanka | Cronologia completa delle presenze e delle reti in nazionale ― Sri Lanka | Cronologia completa delle presenze e delle reti in nazionale ― Sri Lanka | Cronologia completa delle presenze e delle reti in nazionale ― Sri Lanka | Cronologia completa delle presenze e delle reti in nazionale ― Sri Lanka | Cronologia completa delle presenze e delle reti in nazionale ― Sri Lanka | Cronologia completa delle presenze e delle reti in nazionale ― Sri Lanka |
| Data                                                                     | Città                                                                    | In casa                                                                  | Risultato                                                                | Ospiti                                                                   | Competizione                                                             | Reti                                                                     | Note                                                                     |
| ------------------------------------------------------------------------ | ------------------------------------------------------------------------ | ------------------------------------------------------------------------ | ------------------------------------------------------------------------ | ------------------------------------------------------------------------ | ------------------------------------------------------------------------ | ------------------------------------------------------------------------ | ------------------------------------------------------------------------ |
| 5-6-2021                                                                 | Goyang                                                                   | Libano                                                                   | 3 – 2                                                                    | Sri Lanka                                                                | Qual. Mondiali 2022                                                      | -                                                                        | 52’                                                                      |
| 9-6-2021                                                                 | Goyang                                                                   | Corea del Sud                                                            | 5 – 0                                                                    | Sri Lanka                                                                | Qual. Mondiali 2022                                                      | -                                                                        | 55’                                                                      |
| 1-10-2021                                                                | Malé                                                                     | Sri Lanka                                                                | 0 – 1                                                                    | Bangladesh                                                               | SAFF Championship 2021 - 1º turno                                        | -                                                                        | 62’                                                                      |
| 4-10-2021                                                                | Malé                                                                     | Sri Lanka                                                                | 2 – 3                                                                    | Nepal                                                                    | SAFF Championship 2021 - 1º turno                                        | 1                                                                        |                                                                          |
| 7-10-2021                                                                | Malé                                                                     | India                                                                    | 0 – 0                                                                    | Sri Lanka                                                                | SAFF Championship 2021 - 1º turno                                        | -                                                                        | 90+9’                                                                    |
| 10-10-2021                                                               | Malé                                                                     | Maldive                                                                  | 1 – 0                                                                    | Sri Lanka                                                                | SAFF Championship 2021 - 1º turno                                        | -                                                                        | 66’                                                                      |
| 9-11-2021                                                                | Colombo                                                                  | Sri Lanka                                                                | 4 – 4                                                                    | Maldive                                                                  | Four Nations Football Tournament 2021 - Fase a gironi                    | -                                                                        |                                                                          |
| 13-11-2021                                                               | Colombo                                                                  | Sri Lanka                                                                | 0 – 1                                                                    | Seychelles                                                               | Four Nations Football Tournament 2021 - Fase a gironi                    | -                                                                        | 79’                                                                      |
| 16-11-2021                                                               | Colombo                                                                  | Sri Lanka                                                                | 2 – 1                                                                    | Bangladesh                                                               | Four Nations Football Tournament 2021 - Fase a gironi                    | -                                                                        | 30’ 42’                                                                  |
| Totale                                                                   |                                                                          | Presenze                                                                 | 9                                                                        |                                                                          | Reti                                                                     | 1                                                                        |                                                                          |